# Скоробогатько, Анна Ивановна
А́нна Ива́новна Скоробога́тько (1920, Алексеевка, Воронежская губерния — 17 сентября 1942, Чижовский плацдарм) — красноармеец, кавалер ордена Красной звезды; в честь неё названы улицы в двух городах России.

## Биография
Анна Ивановна Скоробогатько родилась в 1920 году в слободе Алексеевка Воронежской губернии (город Алексеевка Белгородской области с 1954 года) в семье рабочих. Там же окончила школу № 1.
В 1937—1941 годах — училась в Воронежском зооветеринарном институте; была сталинской стипендиаткой. В 1941 году добровольно вступила в Воронежский истребительный батальон, уйдя на фронт с 4-го курса.
17 сентября 1942 года была смертельно ранена во время сражений на Чижовском плацдарме; погибла в бою, спасая жизнь комиссара батальона И. Т. Лаврова.
Анна Скоробогатько погибла 17 сентября 1942 года в районе пересечения улиц Песчаная гора, Заозерный переулок и улицы Веры Фигнер. По воспоминаниям очевидцев, в тот день из двора, где находился командный пункт, было видно, как по улице Марата перебегали гитлеровские солдаты, накапливаясь против нашего правового фланга.

    «Аня понимала, какая опасность нависла над ее взводом. Она торопилась вернуться обратно – туда, где сейчас был дорог каждый боец. Бежала через дворы и огороды, не обращая внимания на свист пуль. Аня остановилась, соображая, как ей пробраться к своим, тут увидела политрука Лаврова. Иван Трофимович лежал лицом вниз посреди залитого солнцем зеленого дворика. Расстегивая на ходу санитарную сумку, Аня бросилась к нему. Ей показалось, будто что-то толкнуло ее в грудь. Она рванула вперед. Но земля качнулась ей навстречу, и в глазах стало темно. Она упала в двух шагах от неподвижно лежащего Лаврова. Товарищи видели, как Аня пошевелилась и медленно приподняла голову.
   – Отомстите… за меня… – проговорила она. Глаза Ани закрылись, голова припала к земле…»

    Фрагмент из книги Михаила Сергеенко «О тех, кто сражался за Воронеж».
Похоронена в Чижовке во дворе жилого дома. После окончания войны, в 1946—1947 годах, перезахоронена в братской могиле № 1 мемориала «Чижовский плацдарм».

## Награды
- В 1943 году была посмертно награждена орденом Красной Звезды.

## Память
В честь Анны Скоробогатько переименован переулок Меркулова в Советском районе города Воронежа (1965 год) и названа улица в городе Алексеевке (1968 год).